# Ana Isabel Conejo
Ana Isabel Conejo Alonso, també coneguda com a Ana Alonso i Ana Isabel Umbral, (Terrassa, 1970) és una poeta i traductora en castellà. És llicenciada en Ciències Biològiques per la Universitat de Lleó i ha completat la seva formació a Escòcia i París.
Durant uns anys va compaginar l'escriptura i la traducció amb la seva feina de professora de secundària a Toledo però posteriorment va poder dedicar-se en exclusiva a la poesia. Ha publicat diferents llibres de poesia, pels quals ha obtingut sengles guardons, i ha traduït al castellà contes tradicionals i novel·les d'autors com Robert Louis Stevenson, Henry James o Nathaniel Hawthorne. També ha escrit nombrosos títols de narrativa infantil i juvenil, alguns dels quals en col·laboració amb Javier Pelegrín. Algunes d'aquestes novel·les s'han traduït a l'anglès, el francès, l'alemany, el japonès, el coreà i el català.
Entre els seus referents literaris figuren poetes com l'austríac Rainer Maria Rilke o els francesis René Char i Saint-John Perse, així com els espanyols Antonio Gamoneda, Juan Carlos Mestre, Alexandra Domínguez o Blanca Andreu.

## Obra

### Narrativa
- Los cabellos de Santa Cristina. Instituto Leonés de Cultura, 2003
- La torre y la isla en colaboración con Javier Pelegrín. Anaya, 2006
- Narraciones de Maestros. Colección Relatos. Editorial Davinci Continental, 2010

### Poesia
- Umbral. Universidad de León, 1990
- Prisión o llama. Ponte Aérea, 1994
- Ciclos. Ayuntamiento de Campo de Criptana, 2002
- Vidrios, vasos, luz, tardes. Rialp, 2004
- Grises. Ediciones Azuzel, 2004
- Atlas. Editorial Hiperión, 2005
- Colores. Editorial La Garúa, 2006
- Rostros. Hiperión, 2007

### Traduccions
- Otra vuelta de tuerca de Henry James. Anaya, 2000
- Florencia y Toscana de Jepson Tim. Editorial Everest, 1995
- México de Fiona Dun Pop. Editorial Everest, 2005
- Tailandia de Tim Locke y Dick Wilson. Editorial Everest, 2005
- Cuentos y leyendas de Armenia de Reine Cioulachtjian. Anaya, 2005
- Cuentos y leyendas de las mil y una noches de Gudule. Anaya, 2005
- Cuentos y leyendas de los vikingos de Lars Haraldson. Anaya, 2006
- Cuentos de los enigmas de la historia de Gilles Massardier. Anaya, 2006

### Novel·la infantil i juvenil
- La esfera de medusa en colaboración con Javier Pelegrín. Anaya, 2007
- La ciudad infinita en colaboración con Javier Pelegrín. Anaya, 200
- El jinete de plata en colaboración con Javier Pelegrín. Anaya, 2008
- Uriel en colaboración con Javier Pelegrín. Anaya, 2008
- La puerta de Caronte en colaboración con Javier Pelegrín. Anaya, 2009
- El palacio del silencio en colaboración con Javier Pelegrín. Anaya, 2009
- El viaje de Zoe en colaboración con Javier Pelegrín. Anaya, 2010
- El secreto de If en colaboración con Javier Pelegrín. SM, 2008
- Tatuaje en colaboración con Javier Pelegrín. Viceversa, 2009
- Profecía en colaboración con Javier Pelegrín. Viceversa, 2010
- Resurrección en colaboración con Javier Pelegrín. Viceversa, 2011
- Yinn. Fuego azul en colaboración con Javier Pelegrín. Anaya, 2011
- Yinn. Luna roja en colaboración con Javier Pelegrín. Anaya, 2012
- Yinn. Estrella dorada en colaboración con Javier Pelegrín. Anaya, 2013
- Agencia Salamandra en colaboración con Javier Pelegrín. La Galera, 2012
- La reina de cristal trilogía en colaboración con Javier Pelegrín. Edebé, 2014
- Odio el rosa. Historia de Sara en colaboración con Javier Pelegrín. Oxford, 2014
- Odio el rosa. Historia de Dani en colaboración con Javier Pelegrín. Oxford, 2014
- Odio el rosa 2. Historia de Lynda en colaboración con Javier Pelegrín. Oxford, 2015
- Odio el rosa 2. Historia de Dark en colaboración con Javier Pelegrín. Oxford, 2015
- El sueño de Berlín en colaboración con Javier Pelegrín. Anaya, 2015
- El libro de los rostros en colaboración con Javier Pelegrín. SM, 2015

### Traduccions al català
- El cofre de l’altre món, La Galera, 2012
- La Porta del Drac, Edebé, 2016[5]
- La gran explosió, Santillana, 2021[7]
- Els primers éssers humans, Santillana, 2021[8]
- La Terra s'escalfa, Santillana, 2021[9]
- El codi secret, Santillana, 2021[10]

## Premis i reconeixements
Ana Isabel Conejo ha rebut diferents premis i distincions per la seva obra, entre els quals destaquen els atorgats per la Universitat de Lleó, el Premio Pastora Marcela, Premio de Poesía Hiperión, el Premio Ojo Crítico de Poesía, el Premio Antonio Machado en Baeza i el Premi Alfons el Magnànim de poesia en castellà. Igualment, va ser la primera espanyola i la primera dona en guanyar el Premio Internacional Manuel Acuña de poesía en castellà.
- 1990. Premio de poesía de la Universidad de León, per Umbral[2]
- 2002. Premio Ana de Valle, per Grises[6]
- 2002. Premio Pastora Marcela, per Ciclos[6]
- 2003. Accèssit del Premio Adonais de Poesía, per Vidrios, vasos, luz, tardes[6]
- 2005. XX Premio Hiperión de poesia, per Atlas[6]
- 2006. Premio Ojo Crítico de Poesía-Segundo Milenio, per Atlas
- 2006. II Premi Internacional de Poesia Màrius Sampere, per Colores[6]
- 2007. XI Premi Internacional de Poesia Antonio Machado en Baeza
- 2008. Premi Alfons el Magnànim de poesia en castellà, per Zapatos de cristal[12]
- 2008. XXX Premio Barco de Vapor, per El secreto de If[3]
- 2015. XII Premio Anaya, per El sueño de Berlín[3]
- 2017. Premio Internacional Manuel Acuña de poesia en castellà, per Todo lo abierto[11]